# Burgstall Bleschenberg
Der Burgstall Bleschenberg ist eine abgegangene Höhenburg auf dem 596 m hohen Gipfel des Bleschenberges bei dem Ortsteil Sinzendorf der Stadt Waldmünchen im Oberpfälzer Landkreis Cham in Bayern. Die Anlage wird als Bodendenkmal unter der Aktennummer D-3-6641-0066 im Bayernatlas als „mittelalterlicher Burgstall, archäologische Befunde der abgegangenen spätmittelalterlichen Wallfahrtskirche St. Leonhard auf dem "Bleschenberg"“ geführt. 

## Geschichte
Die Burg wurde vermutlich schon in der ersten Hälfte des 12. Jahrhunderts von den Herren von Bleschenberg, die Ministeriale entweder der Diepoldinger oder der Schwarzenburger waren, als Stammsitz erbaut. Sie wurde 1261 erstmals mit der Witwe des Ulrich "de Plerberch" erwähnt. Die Burg wurde in der zweiten Hälfte des 13. Jahrhunderts, vermutlich im Besitz des Klosters Schönthal aufgegeben. Um 1417 wurde auf den Resten der Burg die Wallfahrtskirche Sankt Leonhard erbaut, die vermutlich 1634 während des Dreißigjährigen Krieges zerstört wurde. 

## Beschreibung

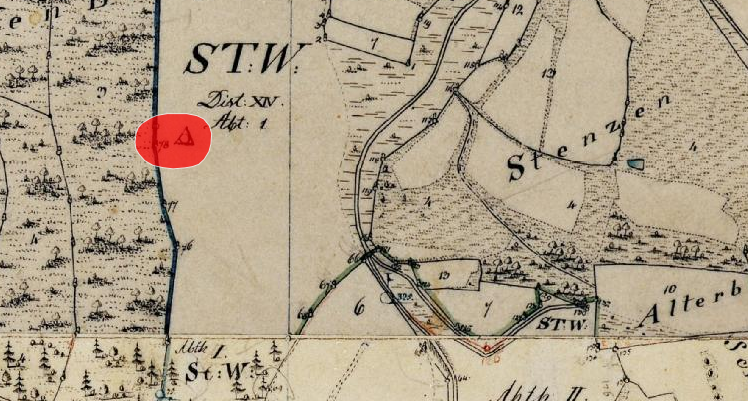
Lageplan des Burgstalls Bleschenberg auf dem Urkataster von Bayern

Bei der eher kleinen 40 mal 20 Meter großen Burganlage handelte es sich um eine Turmburg (Festes Haus), deren Kern der Wohnturm auf einer Grundfläche von etwa 15,0 mal 7,0 Metern war, von dem noch geringe, 2,0 Meter starke Grundmauerreste zeugen.
Im Norden und Osten war die Burg durch einen Steilhang geschützt, im Westen durch einen zehn Meter breiten und fünf Meter tiefen Graben und im Süden durch einen bogenförmigen Graben mit vorgelagertem Wall sowie einer Ringmauer, von der noch Reste zu erkennen sind. 1956 wurden unter der heutigen Kapelle Altarfundamente freigelegt, die auf die Wallfahrtskirche von 1417 hinweisen. Der Burgstall ist heute ein Bodendenkmal.